# Nazionale maschile under 18 di pallacanestro del Venezuela
La nazionale di pallacanestro venezuelana Under-18 è una selezione giovanile della nazionale venezuelana di pallacanestro, ed è rappresentata dai migliori giocatori di nazionalità venezuelana di età non superiore ai 18 anni.
Partecipa a tutte le manifestazioni internazionali giovanili di pallacanestro per nazioni gestite dalla FIBA.

## Partecipazioni

### FIBA Americas Under-18 Championship for Men
- 1990 - 8°
- 1994 - 4°
- 1998 - 4°
- 2002 -  2°
- 2008 - 5°